# Torso (film)
Torso (wł. I corpi presentano tracce di violenza carnale) – włoski horror z 1973 roku w reżyserii Sergia Martino. Wśród fanów filmów grozy obraz uznawany jest za jeden z prekursorów podgatunku slasher; jest także kultową pozycją wśród wielbicieli nurtu giallo. Zdjęcia kręcono w Perugii (region Umbria) oraz w Tagliacozzo (Abruzja).

## Fabuła
Kampusem college'u wstrząsa seria brutalnych zbrodni, w następstwie czego czwórka zaprzyjaźnionych studentek wyjeżdża do willi położonej kilometry od uczelni. Miejsce znajduje się na wyludnionym terenie, a za grupą młodych kobiet podąża szalony morderca.

## Obsada
- Suzy Kendall − Jane
- Tina Aumont − Daniela „Danni"
- Luc Merenda − Roberto
- John Richardson − Franz
- Roberto Bisacco − Stefano Vanzi